# Округ Калхун (Алабама)
Округ Калхун (енгл. Calhoun County) је округ у америчкој савезној држави Алабама. По попису из 2010. године број становника је 118.572. Седиште округа је град Анистон.

## Демографија
Према попису становништва из 2010. у округу је живело 118.572 становника, што је 6.323 (5,6%) становника више него 2000. године.
| Група             | 2000.          | 2010.          |
| Белци             | 87.598 (78,0%) | 87.285 (73,6%) |
| Афроамериканци    | 20.810 (18,5%) | 24.382 (20,6%) |
| Азијати           | 633 (0,6%)     | 845 (0,7%)     |
| Хиспаноамериканци | 1.753 (1,6%)   | 3.893 (3,3%)   |
| Укупно            | 112.249        | 118.572        |